# Benoît Biteau
Benoît Biteau, né le 7 avril 1967 à Royan, est un homme politique et agriculteur français.
Il est élu député européen lors des élections européennes de 2019 en France, sur la liste dirigée par Yannick Jadot. Il siège au sein du groupe écologiste. Il n'est pas réélu en 2024, mais devient la même année député de Charente-Maritime.

## Biographie

### Parcours professionnel
Issu d'une famille paysanne, Benoît Biteau est titulaire d'un BTS technologies végétales et un autre en gestion de l'eau. Il a d'abord travaillé comme directeur du bureau d'études d'une entreprise vendant du matériel d'irrigation avant d’être diplômé ingénieur des techniques agricoles de Bordeaux Sciences Agro en 1997.
Après avoir repris, en 2007, la ferme familiale dans la petite commune de Sablonceaux, en Charente-Maritime, il en réoriente l'activité de la culture intensive du maïs vers l'élevage de races locales et s'engage dans la replantation d'arbres pour mieux retenir l'eau. Il reçoit, en 2009, le Trophée national de l'agriculture durable.
Il est également cycliste et est classé pendant quelque temps en première catégorie.
Il milite en faveur de l'agriculture paysanne et agroécologique, le respect des ressources naturelles et du patrimoine sauvage et domestique comme l'eau, les semences paysannes, les génétiques et préservations des races locales anciennes, celles aussi des semences de ferme et les sols, des terroirs,.
France 3 Nouvelle Aquitaine le présente comme un « virtuose en communication » : « sur sa page Facebook intitulée Benoît Biteau, paysan agronome et résistant, il anime un groupe public qui « consiste à soutenir les paysans bios qui se sentent parfois seuls face aux agriculteurs du modèle dominant productiviste et chimique, aux politiques, administrations et lobbys ». L'ingénieur agricole milite aussi sur un blog intitulé Ferme Val de Seudre Identi'Terre, une ferme qui a obtenu en 2009, le trophée national de l'agriculture durable ».

### Parcours politique
Il devient membre dès ses 18 ans du Parti radical de gauche (PRG), inspiré par Maurice Palmade.
En mars 2010, il est élu vice-président du conseil régional de Poitou-Charentes et devient président de la commission ruralité - agriculture- pêche et cultures marines. En décembre 2015, il est réélu au conseil régional de Nouvelle-Aquitaine sous les couleurs du PRG, délégué à la mer.
En 2017, il quitte le PRG et rejoint Europe Écologie - Les Verts (EELV), mécontent de son rapprochement avec les radicaux de droite.
En 2019, il est candidat aux élections européennes, en onzième position sur la liste commune EELV - AEI - RPS menée par Yannick Jadot. Lors de sa campagne, il reçoit le soutien de la journaliste d'investigation Marie-Monique Robin, qui a publié de nombreuses enquêtes sur Monsanto et les pesticides. Il est élu le 26 mai 2019. Présenté comme candidat d'ouverture, il n'est membre d'aucun parti au moment de son élection.
Conseiller de Yannick Jadot sur les questions agricoles, il le soutient pour la primaire écologiste en vue de l'élection présidentielle de 2022.

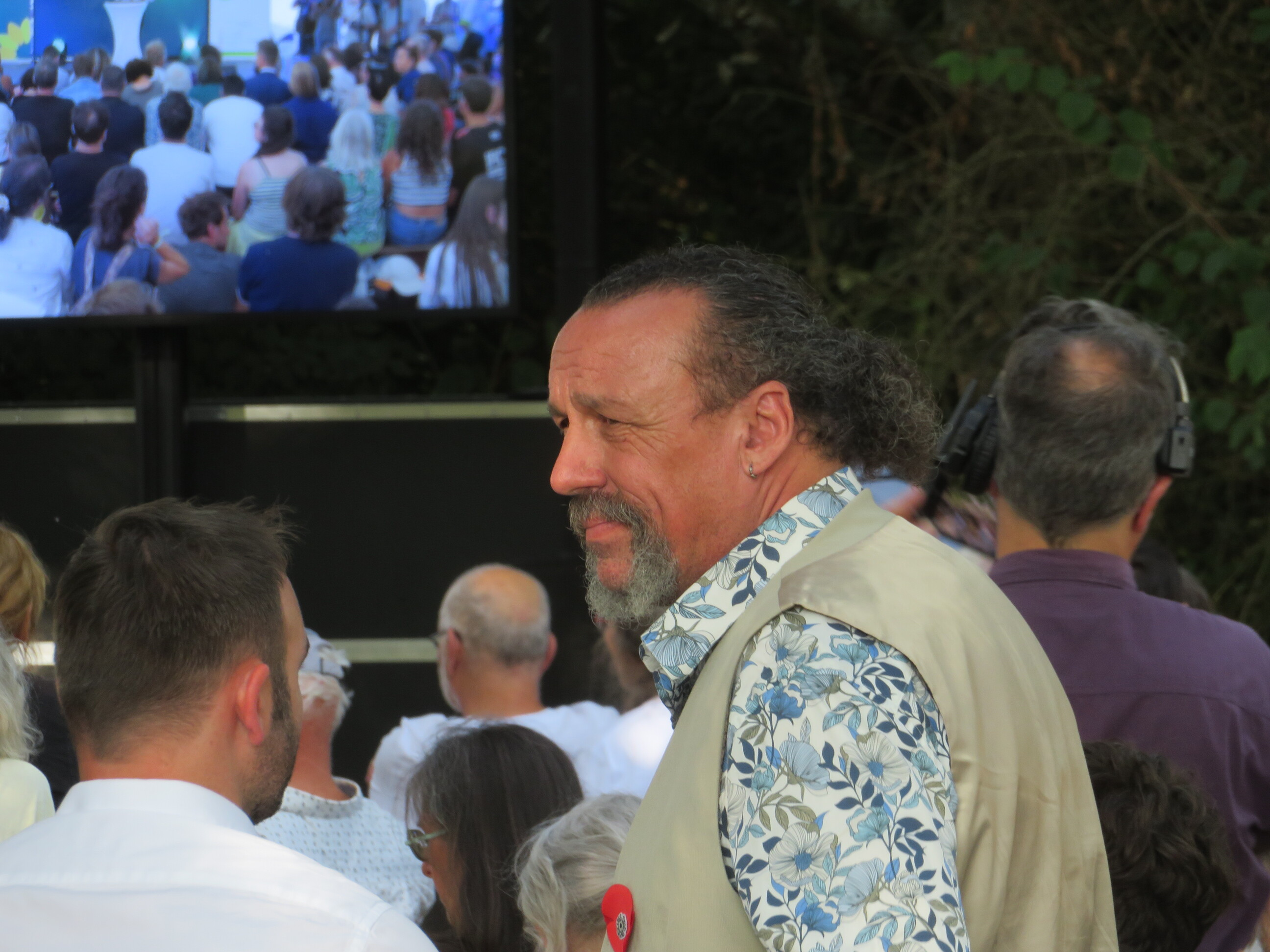
Benoît Biteau aux Journées d'été des Écologistes 2024.

Au Parlement européen, il se fait connaitre pour sa lutte contre les méga-bassines et pour faire « bouger les lignes » du modèle agricole dominant.
Engagé auprès des Soulèvements de la Terre, il assume la nécessité d’un recours à la désobéissance civile. Il cite Jean Jaurès et René Dumont comme « les phares de (son) engagement politique ». Avec son engagement politique, il s'élève contre ce qu'il nomme la « sainte famille » : FNSEA, Mutualité sociale agricole et Crédit agricole, qui sont en position dominante dans le milieu agricole. Souvent injurié sur les réseaux sociaux, il dépose deux plaintes après des soupçons de contamination de ses champs par une plante invasive et avoir été visé par le tir d'une fusée de détresse.
Non réélu aux élections européennes de 2024, Benoît Biteau est choisi par Les Écologistes comme candidat du Nouveau Front populaire dans la deuxième circonscription de la Charente-Maritime pour les élections législatives qui se tiennent les 30 juin et 7 juillet suivant. Arrivé en deuxième position au premier tour, il est finalement élu au second tour avec 53,39 % des voix face à la candidate du Rassemblement national Karem Bertholom. Il siège à l'Assemblée nationale pour la XVIIe législature
.

## Publication
- Benoît Biteau, Paysan résistant !, Paris, Fayard, coll. « Documents, témoignages », 2018, 304 p. (ISBN 978-2-21370609-2, présentation en ligne).